# Théophile Souchu-Servinière
Théophile Souchu-Servinière, né le 17 novembre 1830 à Laval (Mayenne) et mort le 17 février 1900 à Laval, est un homme politique français.

## Biographie
Il étudie la médecine à Paris, et se fixe comme docteur à Laval en 1857, dont il devient, sous le Second Empire conseiller municipal. Bibliophile distingué, il est médecin de l'hôpital, de la prison, du lycée, de l’École normale. Il est député de la Mayenne dans la 1re circonscription de Laval de 1876 à 1885, siégeant au centre gauche. Il est l'un des 363 qui refusent la confiance au gouvernement de Broglie, le 16 mai 1877. 
Lors des Élections législatives de 1881, Adrien Maggiolo accepte la candidature proposée par le comité royaliste de la première circonscription de Laval (Mayenne). Il y est battu au premier tour par le député républicain sortant, Théophile Souchu-Servinière, réélu avec 7 730 suffrages contre 5 815 à son concurrent royaliste.
Il échoue sur la liste républicaine de la Mayenne, aux Élections législatives de 1885. Il échoue aux Élections cantonales de 1895 contre Christian d'Elva.